# Atalanta Bergamasca Calcio 1920-1921
Questa pagina raccoglie i dati riguardanti l'Atalanta e Bergamasca di Ginnastica e Scherma Sezione Calcio nelle competizioni ufficiali della stagione 1920-1921.

## Stagione
Il campionato del club si rivela molto sofferto, con il quarto posto su quattro squadre nel girone E di Prima Categoria che per regolamento la relegherebbe in Promozione. La retrocessione in Promozione è scongiurata soltanto grazie alla nuova situazione creatasi a seguito della "fuga" di 5 delle più importanti squadre lombarde con la C.C.I..
Il Comitato Regionale Lombardo, infatti, riammette in Prima Categoria tutte le squadre retrocesse.
La squadra bergamasca disputò anche un torneo di consolazione, arrivando prima a pari merito con l'Enotria Goliardo. L'Atalanta perse 1-2 lo spareggio contro l'Enotria Goliardo che guadagnò l'accesso alla finale.

## Organigramma societario
Area direttiva
- Presidente: Enrico Luchsinger.
- Vice presidenti: Antonio Rampinelli, Osvaldo Terzi.
- Segretario: Angelo Filippo Astori.
- Cassiere: Guerino Oprandi.
- Consiglieri: Francesco Leidi, Giovanni Amati, Battista Piatti, Benedetto Perani, Ausonio Zelani, Edoardo Sesti, Giuseppe Benzoni, Riccardo Novak.

Area tecnica
- Commissione tecnica: ?

Area sanitaria
- Medico sociale: ?
- Massaggiatore: ?

## Rosa
| N. |                   | Ruolo | Calciatore         |
| -- | ----------------- | ----- | ------------------ |
|    | Italia (bandiera) | P     | Elia Rizzi         |
|    | Italia (bandiera) | D     | Francesco Angarano |
|    | Italia (bandiera) | D     | Giovanni Ardizzi   |
|    | Italia (bandiera) | D     | Ivano Bianchi      |
|    | Italia (bandiera) | D     | Bruno Bianchi      |
|    | Italia (bandiera) | C     | Luigi Colombelli   |
|    | Italia (bandiera) | C     | Innocente Colombo  |
|    | Italia (bandiera) | C     | Tito Legrenzi      |
|    | Italia (bandiera) | C     | Mauro Mangiarotti  |

| N. |                   | Ruolo | Calciatore            |
| -- | ----------------- | ----- | --------------------- |
|    | Italia (bandiera) | C     | Ottavio Moretti       |
|    | Italia (bandiera) | C     | Giuseppe Facoetti     |
|    | Italia (bandiera) | C     | A. Ravasio            |
|    | Italia (bandiera) | A     | Giacomo Cornolti      |
|    | Italia (bandiera) | A     | Luca Pierino Cornolti |
|    | Italia (bandiera) | A     | Camillo Fenili        |
|    | Italia (bandiera) | A     | Magnaghi              |
|    | Italia (bandiera) | A     | Luigi Pianetti (II)   |

## Calciomercato
| Acquisti | Acquisti         | Acquisti | Acquisti |
| R.       | Nome             | da       | Modalità |
| -------- | ---------------- | -------- | -------- |
| D        | Giovanni Ardizzi | Novara   |          |

| Cessioni | Cessioni         | Cessioni    | Cessioni                           |
| R.       | Nome             | da          | Modalità                           |
| -------- | ---------------- | ----------- | ---------------------------------- |
| A        | Francesco Merati | Trevigliese |                                    |
| D        | Procolo Pianetti |             | assente per motivi di lavoro       |
| D        | Ponti            |             | lasciato libero                    |
| C        | Roberto Cozzi    |             | Rientra a Milano                   |
| A        | Carlo Fenili     |             | Fine attività per motivi di lavoro |
| A        | Piero Martines   |             | smette di giocare (?)              |
| A        | Enrico Tirabassi |             | fine attività per motivi di lavoro |

## Risultati

### Prima categoria

#### Girone d'andata
| Arbitro: | Livraghi (Milano) |

|                   |           |  |
| Carugati 15’, 70’ | Marcatori |  |

| Arbitro: | Crivelli (Milano) |

|            |           |  |
| Fenili 80’ | Marcatori |  |

| Arbitro: | Muttoni (Treviglio) |

|                    |           |          |
| Ardizzi 23’ (rig.) | Marcatori | 24’Ratti |

#### Girone di ritorno
| Arbitro: | Guiot (Milano) |

|                    |           |                       |
| Ardizzi 61’ (rig.) | Marcatori | 30’, 31’ Boiocchi(II) |

| Arbitro: | Barnabò (Milano) |

|                                                           |           |               |
| Ross 5’, 30’, 80’ Lamperti 40’, 89’ Binaghi 60’ Roghi 75’ | Marcatori | 20’ A.Ravasio |

| Arbitro: | Bistoletti (Milano) |

|                                |           |                            |
| Lunghi 17’, 67’ Bissolotti 72’ | Marcatori | 37’ Cornolti I 80’ Colombo |

### Torneo di consolazione

#### Girone d'andata
| Arbitro: | Livraghi (Milano) |

|              |           |  |
| Magnaghi 52’ | Marcatori |  |

| Arbitro: | Trezzi (Milano) |

|                            |           |               |
| Andreoni 11’ Bertolini 60’ | Marcatori | 31’ A.Ravasio |

| Arbitro: | Bottelli (Milano) |

|              |           |  |
| Facoetti 35’ | Marcatori |  |

| Arbitro: | Carrer (Como) |

|               |           |                                                           |
| Carò 31’, 41’ | Marcatori | 15’ Fenili 21’ (rig.) Ardizzi 80’ Ravasio 87’ Cornolti II |

#### Girone di ritorno
| Arbitro: | Panzeri (Milano) |

|                    |           |                |
| Ardizzi 26’ (aut.) | Marcatori | 11’ Cornolti I |

| Arbitro: | Bottelli (Milano) |

|                                           |           |                  |
| G.Cornolti 21’ Ravasio 22’, 26’, 31’, 51’ | Marcatori | 55’ (aut.) Rizzi |

| Arbitro: | Sessa (Milano) |

|                                         |           |             |
| Chieppi 35’, 36’, 42’, 46’ ? 55’ (aut.) | Marcatori | 22’ Ravasio |

| Arbitro: | Muttoni (Treviglio) |

|                                |           |  |
| Fenili 27’ Cornolti I 32’, 53’ | Marcatori |  |

#### Spareggio 1º-2º posto
| Arbitro: | Muttoni (Treviglio) |

|                          |           |                 |
| Salamina 30’ Chieppi 77’ | Marcatori | 11’ Cornolti II |

## Statistiche

### Statistiche di squadra
| Competizione                    | Punti | In casa | In casa | In casa | In casa | In casa | In casa | In trasferta | In trasferta | In trasferta | In trasferta | In trasferta | In trasferta | Totale | Totale | Totale | Totale | Totale | Totale | DR |
| Competizione                    | Punti | G       | V       | N       | P       | Gf      | Gs      | G            | V            | N            | P            | Gf           | Gs           | G      | V      | N      | P      | Gf     | Gs     | DR |
| ------------------------------- | ----- | ------- | ------- | ------- | ------- | ------- | ------- | ------------ | ------------ | ------------ | ------------ | ------------ | ------------ | ------ | ------ | ------ | ------ | ------ | ------ | -- |
| 1ª Categoria girone E           | 3     | 3       | 1       | 1       | 1       | 3       | 3       | 3            | 0            | 0            | 3            | 3            | 12           | 6      | 1      | 1      | 4      | 6      | 15     | -9 |
| Torneo di consolazione girone B | 11    | 4       | 4       | 0       | 0       | 10      | 1       | 4            | 1            | 1            | 2            | 7            | 10           | 8      | 5      | 1      | 2      | 17     | 11     | +6 |

### Statistiche dei giocatori
| Giocatore         | Prima categoria | Prima categoria | Torneo di Consolazione | Torneo di Consolazione | Totale   | Totale |
| Giocatore         | Presenze        | Reti            | Presenze               | Reti                   | Presenze | Reti   |
| ----------------- | --------------- | --------------- | ---------------------- | ---------------------- | -------- | ------ |
| F. Angarano       | 1               | 0               | ?                      | 0                      | 1+       | 0      |
| G. Ardizzi        | 6               | 2               | ?                      | 1                      | 6+       | 3      |
| I. Bianchi        | 1               | 0               | ?                      | 0                      | 1+       | 0      |
| B. Bianchi        | 5               | 0               | ?                      | 0                      | 5+       | 0      |
| L. Colombelli     | 6               | 0               | ?                      | 0                      | 6+       | 0      |
| I. Colombo        | 6               | 1               | ?                      | 0                      | 6+       | 1      |
| G. Cornolti (II)  | 1               | 1               | ?                      | 3                      | 1+       | 4      |
| L.P. Cornolti (I) | 6               | 0               | ?                      | 3                      | 6+       | 3      |
| G. Facoetti       | ?               | ?               | ?                      | 1                      | ?        | 1+     |
| C. Fenili         | 5               | 1               | ?                      | 2                      | 5+       | 3      |
| T. Legrenzi       | 5               | 0               | ?                      | 0                      | 5+       | 0      |
| Magnaghi          | 6               | 0               | ?                      | 1                      | 6+       | 1      |
| M. Mangiarotti    | 1               | -3              | ?                      | ?                      | 1+       | -3+    |
| O. Moretti        | 5               | 0               | ?                      | 0                      | 5+       | 0      |
| L. Pianetti       | 1               | 0               | ?                      | 0                      | 1+       | 0      |
| A. Ravasio        | 6               | 1               | ?                      | 7                      | 6+       | 8      |
| E. Rizzi          | 5               | -12             | ?                      | ?                      | 5+       | -12+   |